# Iona (film)

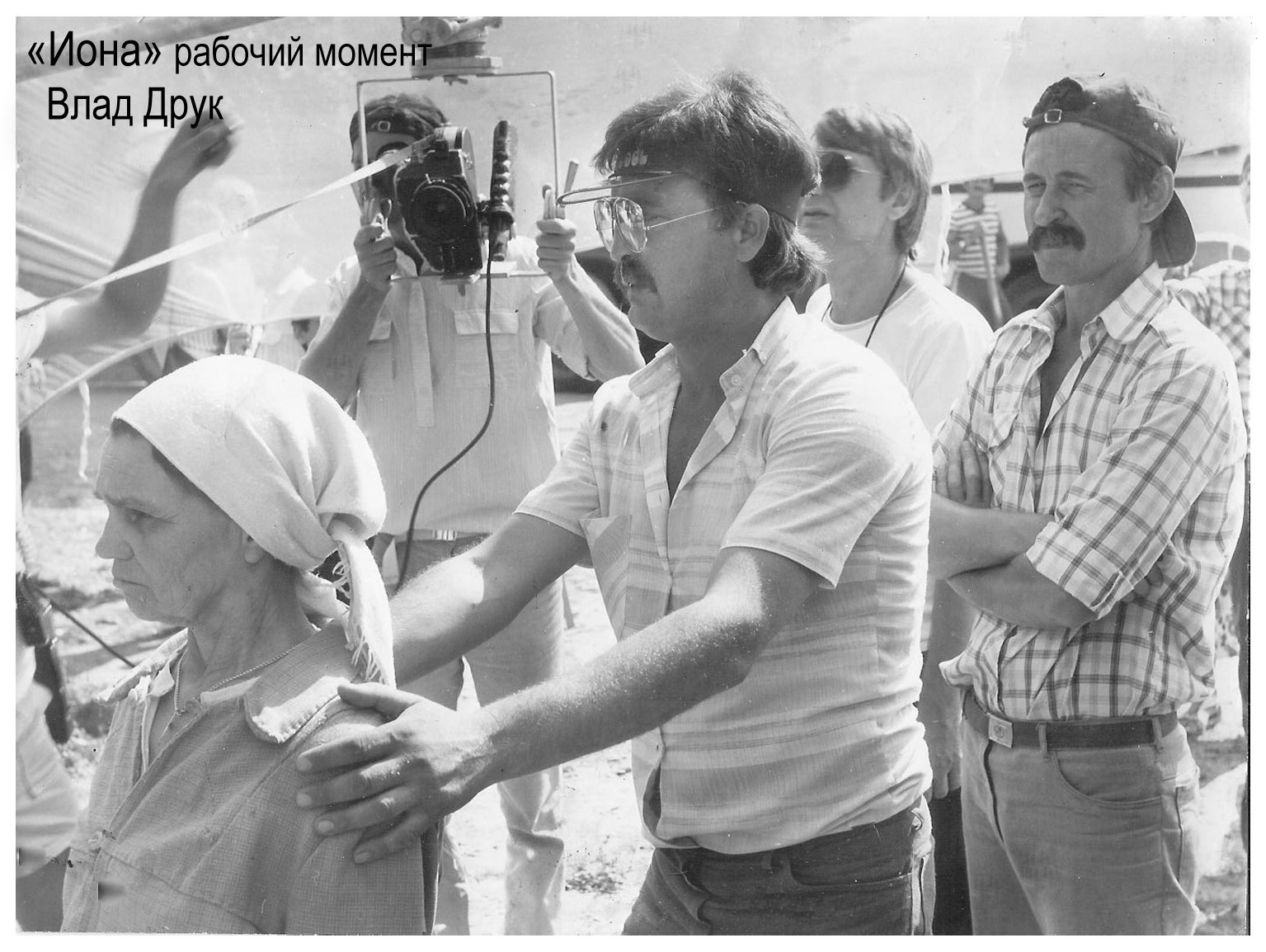
În timpul filmărilor

Iona este un film artistic sovietic regizat de Valeriu Jereghi.

## Subiect
Filmul urmărește viața unor tineri nehotărâți, aflați în căutarea unor suporturi morale accesibile tinerii generații. Aceștia redescopera tinerețea, privind-o cu ochi visători, cât și prima prima dragoste, dar și primele deziluzii.

## Distribuție
- Angela Ciobanu în rolul Milicăi
- Petru Ciobanu în rolul lui Andrei
- Ion Surugiu
- Tatiana Frunze
- Victoria Malai
- Ion Moraru
- Olga Ciolacu
- Alexandru Olaru
- Nina Botnarenco
- Sergiu Plamadeala
- Nicolai Harin
- Aurica Ilies
- Valeriu Parfeni
- Lia Taran
- Andrei Mudrea
- Iacob Toderica
- D. Varzar
- N. Moscalenco
- V. Viprovschi
- M. Lupascu
- A. Malai

## Lansare
A fost lansat în anul 1987 și a avut parte de un succes comercial modest, fiind vizionat de 1,7 milioane de spectatori în cinematografele din Uniunea Sovietică.

## Premii
- Valeriu Jereghi — „Premiu de gradul II în categoria filmelor pentru copii” la Festivalul Cinematografic unional din Tbilisi (1987)